# Bretagne Classic Ouest–France 2017
81. ročník jednodenního cyklistického závodu Bretagne Classic Ouest–France se konal 27. srpna 2017 ve Francii. Závod dlouhý 241,7 km vyhrál Ital Elia Viviani z týmu Team Sky. Na druhém a třetím místě se umístili Nor Alexander Kristoff (Team Katusha–Alpecin) a Ital Sonny Colbrelli (Bahrain–Merida).

## Týmy
Závodu se zúčastnilo 25 týmů, z toho 18 UCI WorldTeamů a 7 UCI Professional Continental týmů. Každý tým přijel s osmi jezdci, až na týmy LottoNL–Jumbo, Team Katusha–Alpecin a Wilier Triestina–Selle Italia, které přijely se sedmi jezdci. Na start se postavilo 197 jezdců, z nichž 122 závod dokončilo.

### UCI WorldTeamy
- AG2R La Mondiale
- Astana
- Bahrain–Merida
- BMC Racing Team
- Bora–Hansgrohe
- Cannondale–Drapac
- FDJ
- LottoNL–Jumbo
- Lotto–Soudal
- Movistar Team
- Orica–Scott
- Quick-Step Floors
- Team Dimension Data
- Team Katusha–Alpecin
- Team Sky
- Team Sunweb
- Trek–Segafredo
- UAE Team Emirates

### UCI Professional Continental týmy
- Bardiani CSF
- Cofidis
- Delko Marseille Provence KTM
- Direct Énergie
- Fortuneo–Oscaro
- Wanty–Groupe Gobert
- Wilier Triestina–Selle Italia

## Výsledky
| Pořadí | Jezdec                     | Tým                  | Čas        |
| ------ | -------------------------- | -------------------- | ---------- |
| 1      | Elia Viviani (ITA)         | Team Sky             | 5h 51' 39" |
| 2      | Alexander Kristoff (NOR)   | Team Katusha–Alpecin | + 0"       |
| 3      | Sonny Colbrelli (ITA)      | Bahrain–Merida       | + 0"       |
| 4      | Sep Vanmarcke (BEL)        | Cannondale–Drapac    | + 0"       |
| 5      | Michael Matthews (AUS)     | Team Sunweb          | + 0"       |
| 6      | Ruben Guerreiro (POR)      | Trek–Segafredo       | + 0"       |
| 7      | Edvald Boasson Hagen (NOR) | Team Dimension Data  | + 0"       |
| 8      | Nacer Bouhanni (FRA)       | Cofidis              | + 0"       |
| 9      | Simone Consonni (ITA)      | UAE Team Emirates    | + 0"       |
| 10     | Greg Van Avermaet (BEL)    | BMC Racing Team      | + 0"       |